# Qualificazioni alla CONCACAF Gold Cup 1991
Sono elencate di seguito le date e i risultati per le qualificazioni al CONCACAF Gold Cup 1991.

## Formula
28 membri CONCACAF: Stati Uniti (come paese ospitante) è qualificato direttamente alla fase finale. Rimangono 27 squadre per sette posti disponibili per la fase finale. Le squadre e i posti disponibili sono suddivisi in tre zone di qualificazione: Nord America (2 posti), Centro America (3 posti), Caraibi (2 posti).
- Zona Nord America: 2 squadre, si qualificano di diritto alla fase finale.
- Zona Centro America: 7 squadre, partecipano alla Coppa delle nazioni UNCAF 1991, le prime tre classificate si qualificano alla fase finale.
- Zona Caraibi: 18 squadre, partecipano alla Coppa dei Caraibi 1991, le due finaliste si qualificano alla fase finale.

## Zona Nord America
Canada e Messico si qualificano di diritto alla fase finale.

## Zona Centro America
La Coppa delle nazioni UNCAF 1991 mette in palio la qualificazione al torneo: Costa Rica (prima classificata), Honduras (seconda classificata) e Guatemala (terza classificata) si qualificano alla fase finale.

## Zona Caraibi
La Coppa dei Caraibi 1991 mette in palio la qualificazione al torneo: Giamaica (prima classificata) e Trinidad e Tobago (seconda classificata) si qualificano alla fase finale.